# محمد الجويهل
محمد سالم جويهل محمد الجويهل (21 يونيو 1969 -)؛ نائب سابق في مجلس الأمة الكويتي وناشط سياسي كويتي.

## نبذة
محمد الجويهل عُرف عنه طرحه الدائم لقضايا خلافية في المجتمع الكويتي، أثار جدلاً واسعًا في الأوساط السياسية الكويتية وأتهمه البعض بالعنصرية وتمزيق الوحدة الوطنية بسبب أطروحاته، هو الأخ الأصغر للمخرج التلفزيوني جوهر الجويهل، فاز في 2012 بعضوية مجلس الأمة الكويتي.

## تعرضه للضرب
في ديسمبر 2010، ذهب الجويهل لحضور ندوة سياسية في ديوان النائب أحمد السعدون في منطقة الخالدية، وفي حشد كبير من الحضور لم يستطع دخول الديوان، وبقي في الخارج مع الجمهور الذي يتابع مجريات الندوة عبر شاشة تلفزيونية كبيرة، وبعد أن قام بالبصق على صورة النائب مسلم البراك (حسب مزاعم الشهود والإعلاميين)، إنهال عليه الحضور بالضرب المبرح حتى فقد الوعي ونقل إلى العناية المركزة وأنكر مزاعم بصقه على صورة النائب مسلم البراك.

## حرق مقره الانتخابي
في 30 يناير 2012، كان يقيم ندوة انتخابية في مقره الانتخابي الكائن في منطقة العديلية بالقرب من نادي كاظمة الرياضي وتكلم بطريقة غير مباشرة عن المرشح عبيد الوسمي وقال «هناك من قال عن الكويتيين كلاب وأنا أقول له أنت كلب وإبن كلب وإذا كان يعتقد أن قبيلته ستحميه سوف ندوس على قبيلته» وهذا ما دعى حشود من قبيلة مطير للحضور لمقره الانتخابي وحرق المقر.

## سجله القضائي
- في منتصف عام 2012، قام رجال المباحث الجنائية الكويتية بضبطه أمام منزله، وأُحيل إلى السجن المركزي لتنفيذ حكم صادر بحقه بالسجن لمدة سنتين بتهمة سب وقذف النائب السابق ضيف الله ابورميه.[3]

- في أبريل 2012، قضت محكمة الجنح الكويتية بسجنه لمدة عام وغرامة 500 دينار لوقف النفاذ بتهمة إهانته لموظف عام في وزارة الداخلية بعد أن تهجم عليه في إحدى القنوات الفضائية.[4]

- في سبتمبر 2013، أيدت محكمة الجنح المستأنفه الكويتية بحبسه شهر مع الشغل والنفاذ بعد إدانته بالبصق على  النائب السابق حمد المطر ورفضت الاستئناف المقدم منه وتأييد حكم المحكمة.[5]

- في سبتمبر 2014، قام بتسليم نفسه طواعية إلى إدارة تنفيذ الاحكام الكويتية على خلفية حكم الاستئناف الصادر ضده والقاضي بحبسه ثلاث سنوات مع الشغل والنفاذ بتهمة التزوير في بطاقته المدنية.[6]
- في الاول من يوليو من عام 2024 قضت محكمة الاستئناف الكويتية ، بحبسه سنتين وأربعة أشهر مع الشغل والنفاذ، في قضية الإساءة لإحدى القبائل الكويتية في أحد المساحات الصوتية في مواقع التواصل الاجتماعي.[7]